# 989

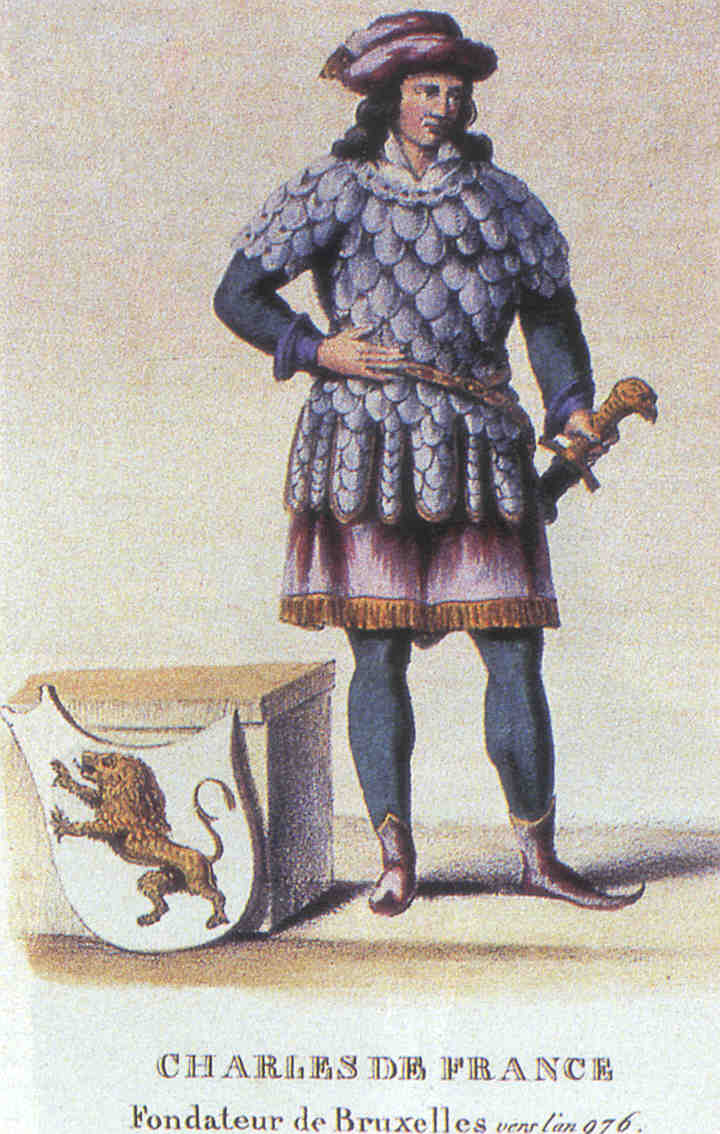
Karel van Neder-Lotharingen (953 - 992)

Het jaar 989 is het 89e jaar in de 10e eeuw volgens de christelijke jaartelling.

## Gebeurtenissen

### Byzantijnse Rijk
- 13 april - Keizer Basileios II ("de Bulgarendoder") zet zijn contingent Varangianen (ongeveer 6.000 man) in om hem te helpen de usurpator Bardas Phokas ("de Jongere") te verslaan. Tijdens het beleg van de vestingstad Abydos (met als doel om de Dardanellen te blokkeren), krijgt Bardas een hartaanval en valt dood van zijn paard. Hiermee komt een einde aan de vierjarige opstand tegen Basileios en de bedreiging van Constantinopel.[1]

### Europa
- Zomer - Karel, hertog van Neder-Lotharingen, verovert de stad Reims door verraad van aartsbisschop Arnulf (de onwettige zoon van wijlen koning Lotharius III). Koning Hugo I (of Capet) eist dat paus Johannes XV hem disciplineert. Maar Johannes, die keizerin Theophanu niet wil uitdagen, weigert Arnulf te bestraffen. Gesterkt door de steun van Franse edelen, maakt Karel plannen om zich te laten installeren als koning van Frankrijk.[2]

### Religie
- Franse bisschoppen onder het beschermheerschap van Willem IV ("de IJzeren Arm"), hertog van Aquitanië, roepen in Charroux tijdens een concilie de eerste Vrede van God (of Pax Dei) uit. Deze overeenkomst verleent immuniteit tegen geweld aan niet-strijders (boeren en geestelijken) die zichzelf niet kunnen verdedigen.[3]

## Geboren
- Adhémar van Chabannes, Frans componist (overleden 1034)
- Al-Jayyani, Arabisch geleerde en wiskundige (overleden 1079)

## Overleden
- 23 januari - Adalbero, aartsbisschop van Reims (r. 969 - 989)
- 13 april - Bardas Phokas ("de Jongere"), Byzantijns generaal
- 5 oktober - Hendrik III ("de Jongere"), hertog van Beieren
- Chen Tuan, Chinees daoïstische filosoof en kluizenaar[4]
- Godfried I, burggraaf van Châteaudun (r. 967 - 989)